# Mauremont
Mauremont (okzitanisch gleichlautend) ist eine französische Gemeinde mit 333 Einwohnern (Stand: 1. Januar 2022) im Département Haute-Garonne in der Region Okzitanien (vor 2016 Midi-Pyrénées). Sie gehört zum Arrondissement Toulouse und zum Kanton Revel. Die Einwohner werden Mauremontais genannt.

## Lage
Mauremont liegt in der Kulturlandschaft Lauragais, 24 Kilometer südöstlich der Innenstadt von Toulouse. Umgeben wird Mauremont von den Nachbargemeinden Labastide-Beauvoir im Nordwesten und Norden, Varennes im Nordosten, Trébons-sur-la-Grasse im Osten, Montgaillard-Lauragais im Südosten und Süden, Villenouvelle im Süden und Südwesten sowie Baziège im Westen.

## Bevölkerungsentwicklung
| Jahr                       | 1962 | 1968 | 1975 | 1982 | 1990 | 1999 | 2006 | 2013 | 2020 |
| Einwohner                  | 168  | 135  | 134  | 151  | 178  | 223  | 289  | 325  | 322  |
| Quellen: Cassini und INSEE |      |      |      |      |      |      |      |      |      |

## Sehenswürdigkeiten

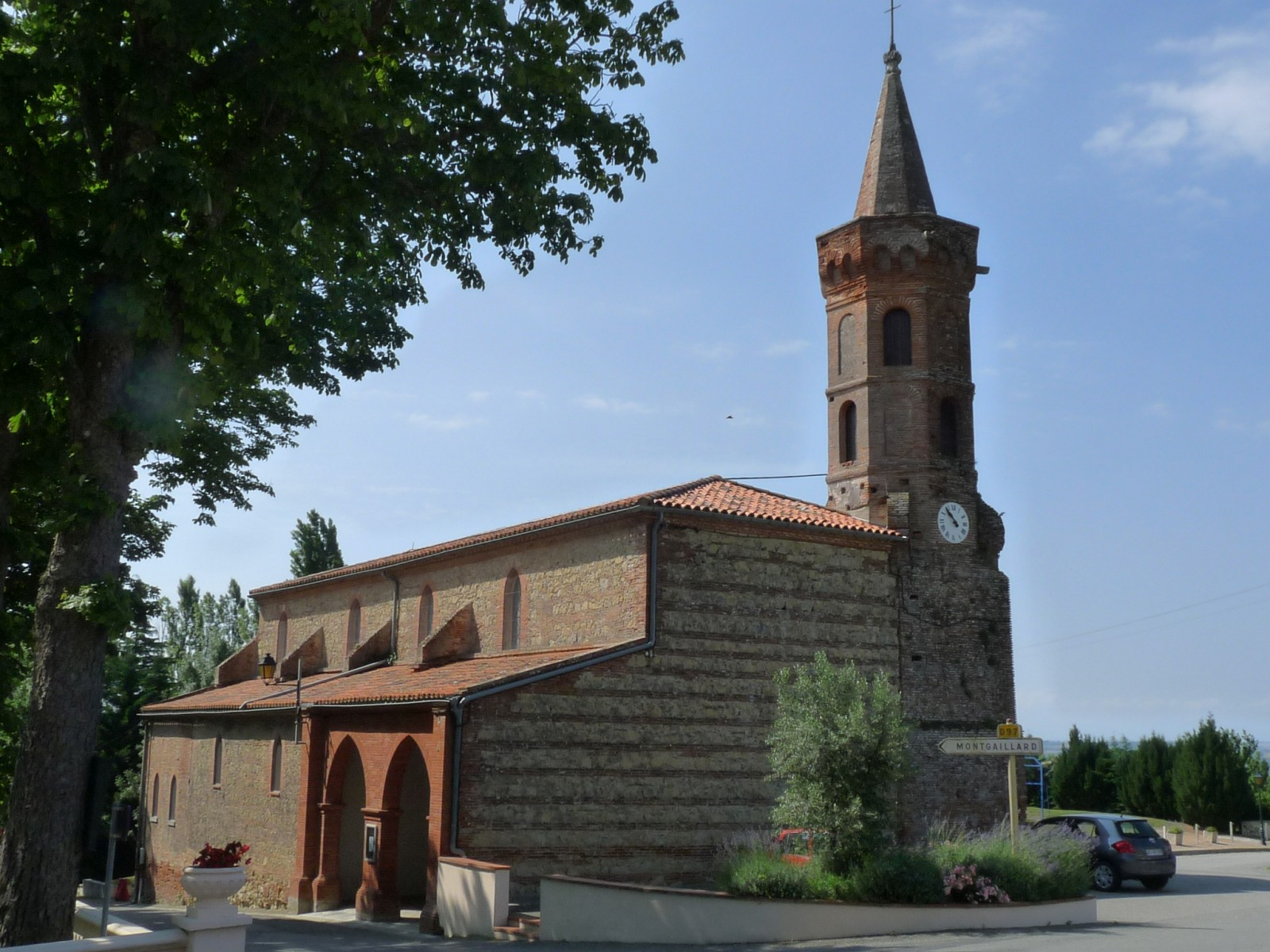
Kirche Saint-Martin
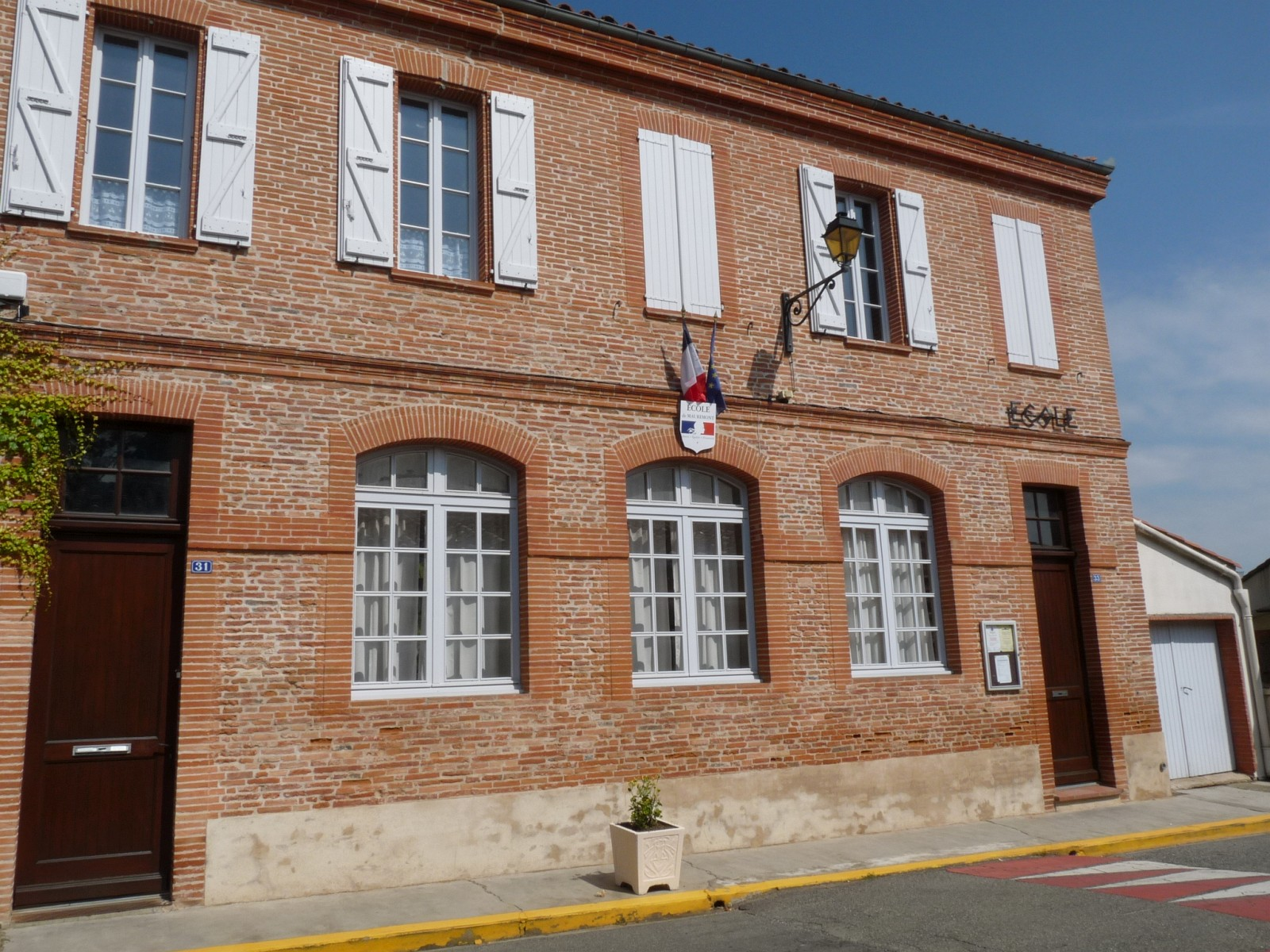
Schule
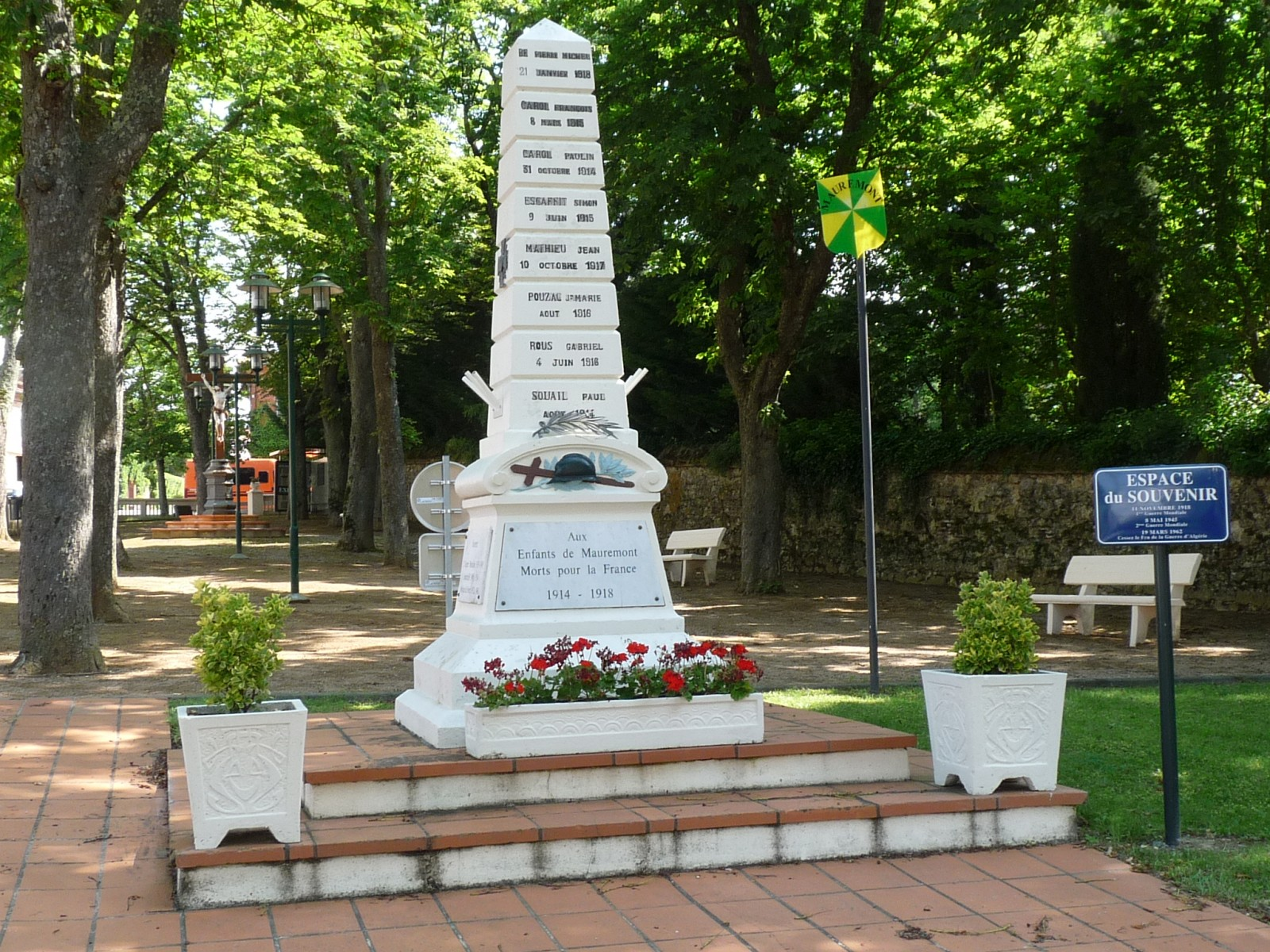
Gefallenendenkmal
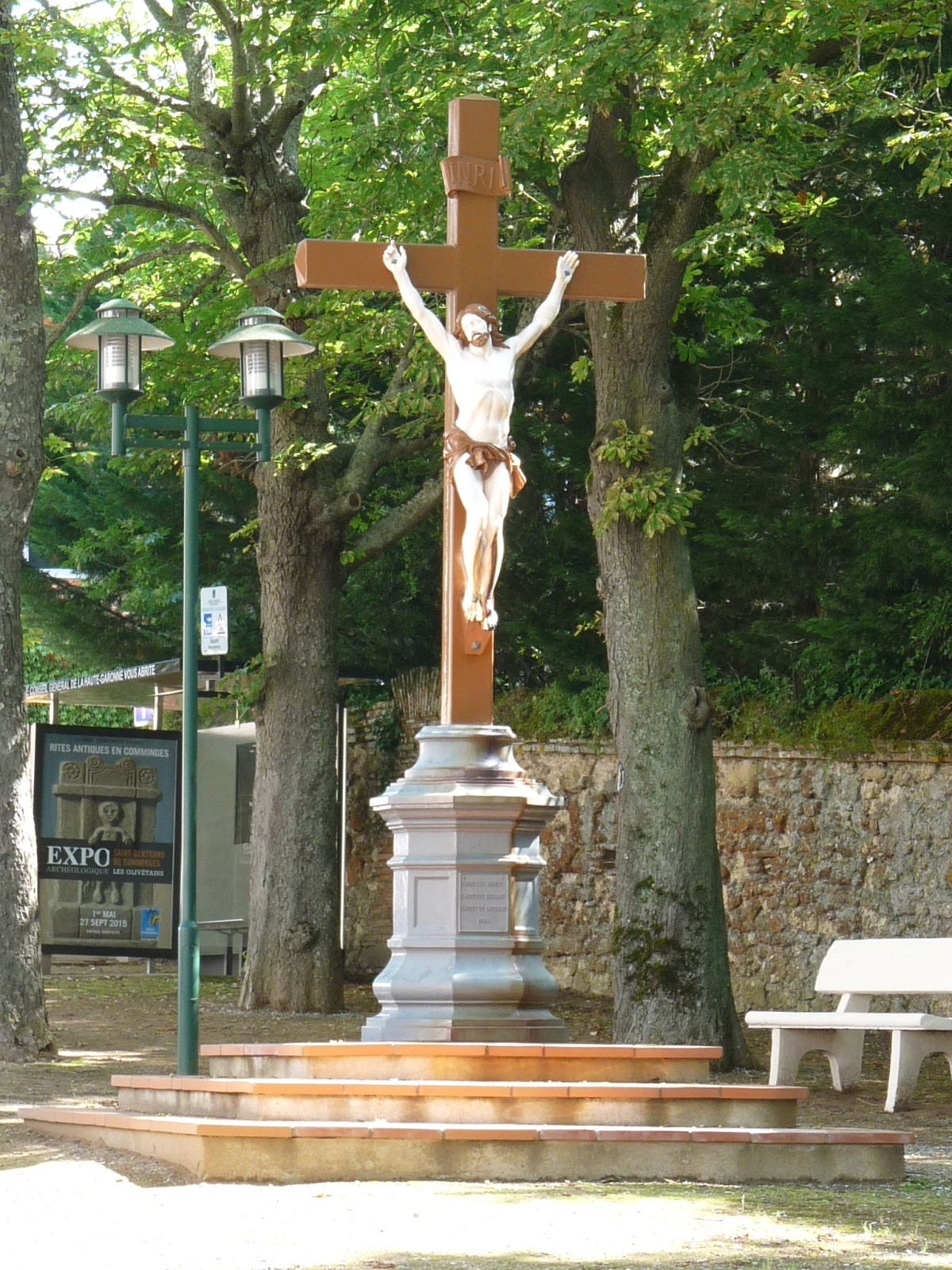
Kruzifix

- Schloss aus dem 19. Jahrhundert

- Kirche Saint-Martin
- Schule
- Gefallenendenkmal
- Kruzifix